# Vuohtojärvi (sjö i Mellersta Finland)
Vuohtojärvi är en sjö i Finland. Den ligger i kommunen Pihtipudas i landskapet Mellersta Finland, i den centrala delen av landet, 400 km norr om huvudstaden Helsingfors. Vuohtojärvi ligger 112,4 meter över havet. Den är 6 meter djup. Arean är 98,8 hektar och strandlinjen är 4,58 kilometer lång. Sjön  ingår i Kymmene älvs huvudavrinningsområde.   Den ligger vid sjön Muurasjärvi. I omgivningarna runt Vuohtojärvi växer i huvudsak blandskog. Den sträcker sig 1,5 kilometer i nord-sydlig riktning, och 1,3 kilometer i öst-västlig riktning.